# Ctenolimnophila (Campbellomyia) alpina
Ctenolimnophila (Campbellomyia) alpina is een tweevleugelige uit de familie steltmuggen (Limoniidae). De soort komt voor in het Australaziatisch gebied.